# Алта

А́лта, также А́льта (норв. Alta, северносаам. Álaheadju) — коммуна и город в провинции (фюльке) Финнмарк на севере Норвегии.

## Название
Коммуна названа так в честь соседнего Алта-фьорда. Слово «алта», по-видимому, является названием лебедя на древнескандинавском или же представляет собой норвегинизированное финское слово alaattia — низинная местность, низина. До 1918 года коммуна называлась Alten.

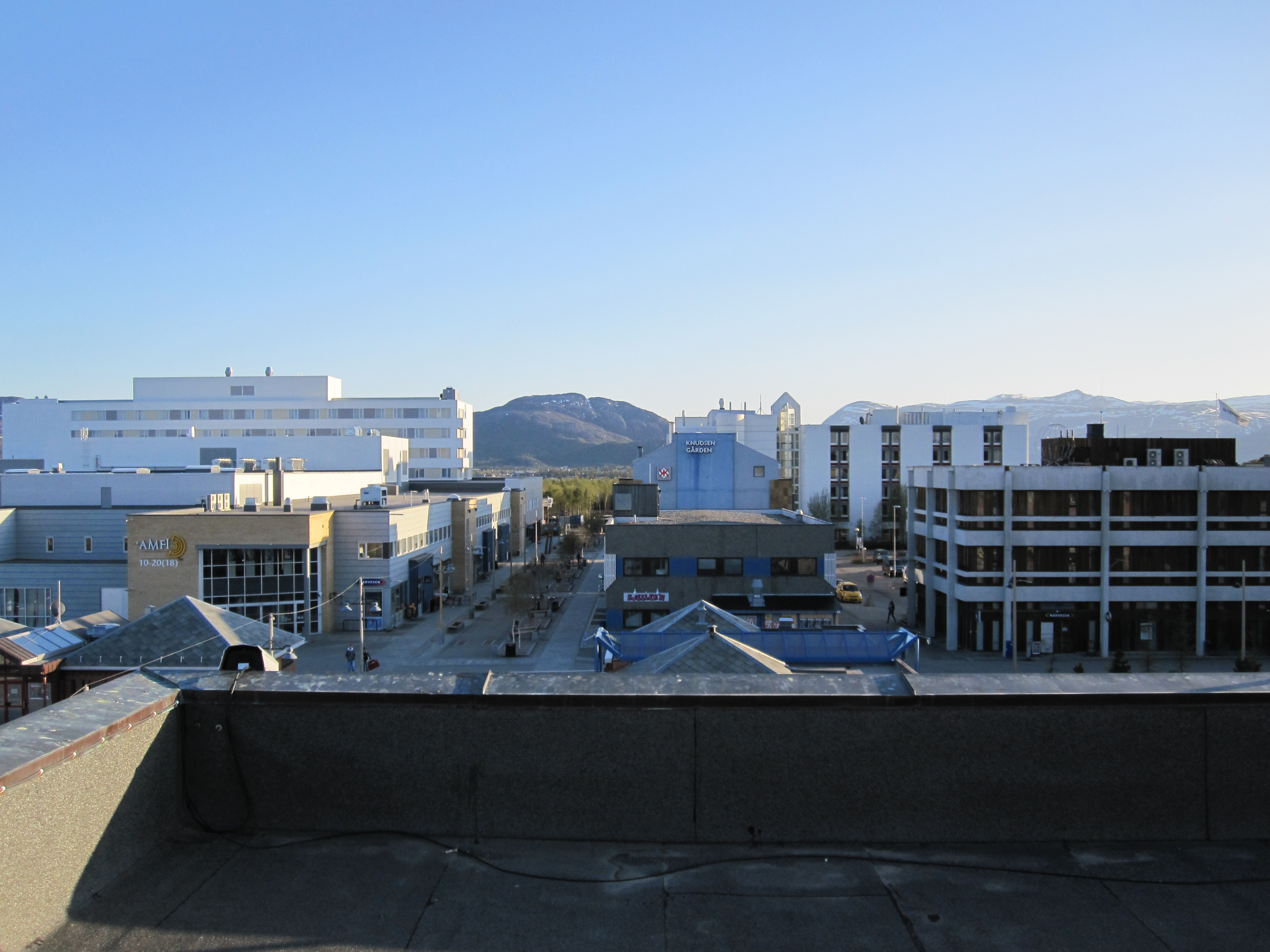
Алта

## История
Местность где в данное время расположена коммуна в древние времена населяли представители культуры Комса, которые оставили наскальные рисунки датированные с примерно 4200 г. до н. э., до примерно 500 г. до н. э.
Муниципальное образование Алта-Талвик был образован в 1838 году, а в 1868 году он был разделен на Алту и Талвик.
Во время Второй мировой войны в Ко-фьорде, юго-западное ответвление Алта-фьорда, находилась военно-морская база немецких Кригсмарине. В ней в 1942—1944 году базировался линкор «Тирпиц», который здесь был атакован палубной авиацией королевского военно-морского флота Великобритании (см. операция «Тангстен»). Сейчас здесь расположен «Музей линкора Тирпиц».
К концу войны город сильно пострадал от пожара и был перестроен в последующие годы.
В 1964 году коммуны Алта и Талвик снова были объединены уже под названием Алта.
В 1970-х годах город сотрясали массовые протесты, участниками были главным образом саамы и сторонники энвайронментализма, против строительства гидроэлектростанции на реке Алта. Несмотря на это, гидроэлектростанция была построена.
1 января 2000 года несколько соседних поселений коммуны были объединены и образован город Алта. С тех пор население города постепенно росло.
4 июня 2020 года близ города ушёл под воду дачный посёлок из 8 домов.  Никто не пострадал.

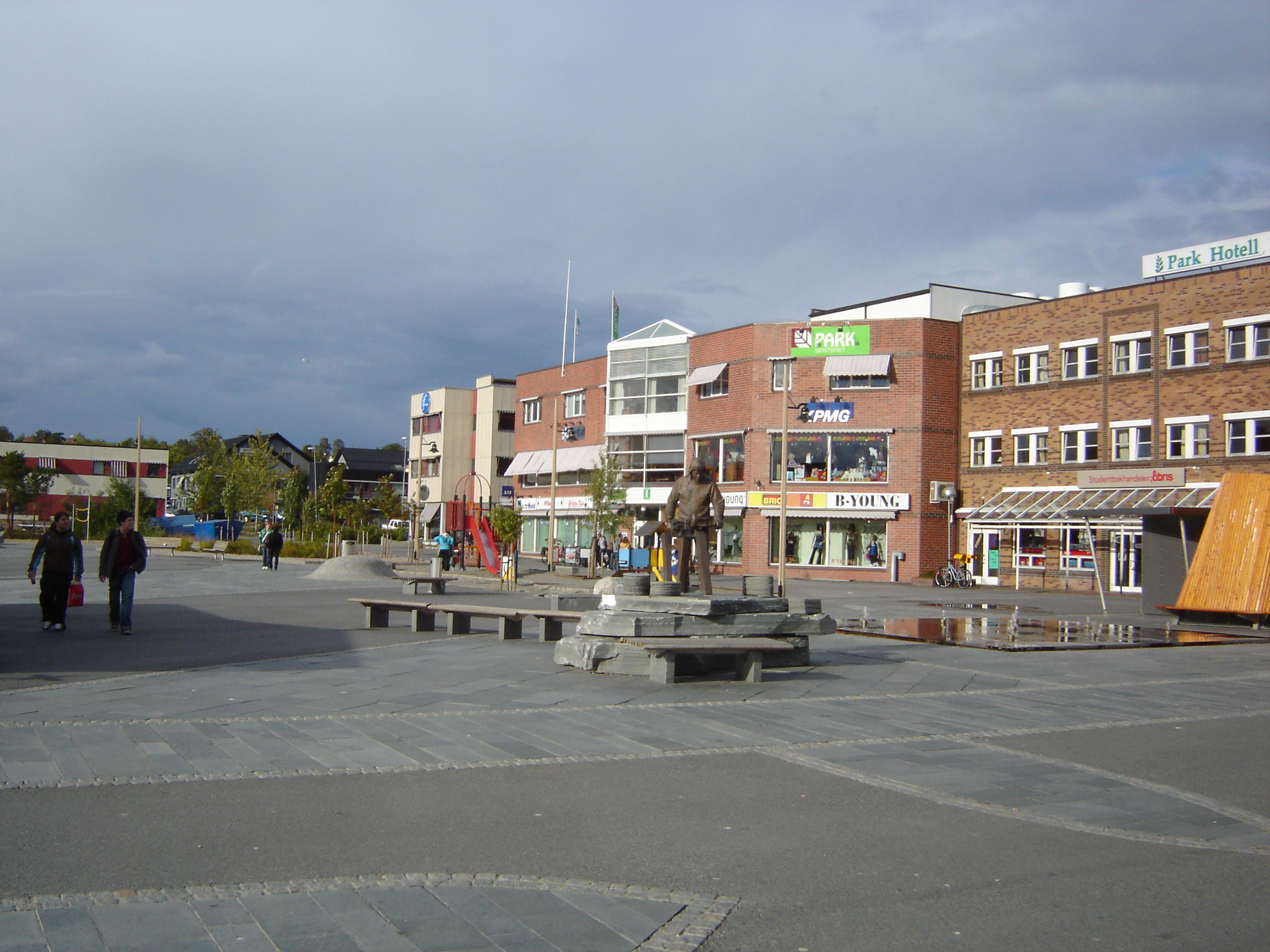
центр города

## Расположение и население
Алта расположена на берегу Алта-фьорда (акватория Норвежского моря), имеющего протяжённость около 40 км.
Алта — самый крупный город бывшей фюльке Финнмарк, его население составляет более 18 тысяч человек (в бывшем административном центре провинции, городе Вадсё, проживает немногим более 6 тысяч человек).
Имеется аэропорт. Издаётся ежедневная газета Altaposten тиражом более пяти тысяч экземпляров (2010).

## Достопримечательности
Главная достопримечательность Алты — наскальные рисунки (петроглифы). Из 5000 наскальных рисунков, найденных в Северной Норвегии, около 3000 тысяч находится в окрестностях Алты, в местечке Jiepmaluokta, которое превращено в музей под открытым небом. В 1985 году петроглифы в Алте были занесены в список всемирного наследия ЮНЕСКО. Самые ранние рисунки в районе Алты датируются примерно 4200 г. до н. э., самые поздние — примерно 500 г. до н. э.
Среди других достопримечательностей Алты — обсерватория северного сияния «Халдде» на горе Суккертоппен, основанная в 1899 году. Это научное-просветительское учреждение, доступное для посещения туристами.

## Города-побратимы
- Апатиты[8]
- Буден